# Jack in the Box
Jack in the Box је амерички ланац ресторана брзе хране. Основан је 1951. године од стране Роберт О. Петерсона.